# 山宮スポーツ公園
山宮スポーツ公園（やまみやスポーツこうえん）は、静岡県富士宮市山宮にあるスポーツ施設。

## 概要
1998年（平成10年）4月開場。同年7月に開催された第9回世界女子ソフトボール選手権の会場として使用された。

## 施設
正面にエントランス広場があり、静岡県ソフトボール場（富士山スタジアム）、富士宮市山宮ふじざくら球技場が隣接している。

### 静岡県ソフトボール場

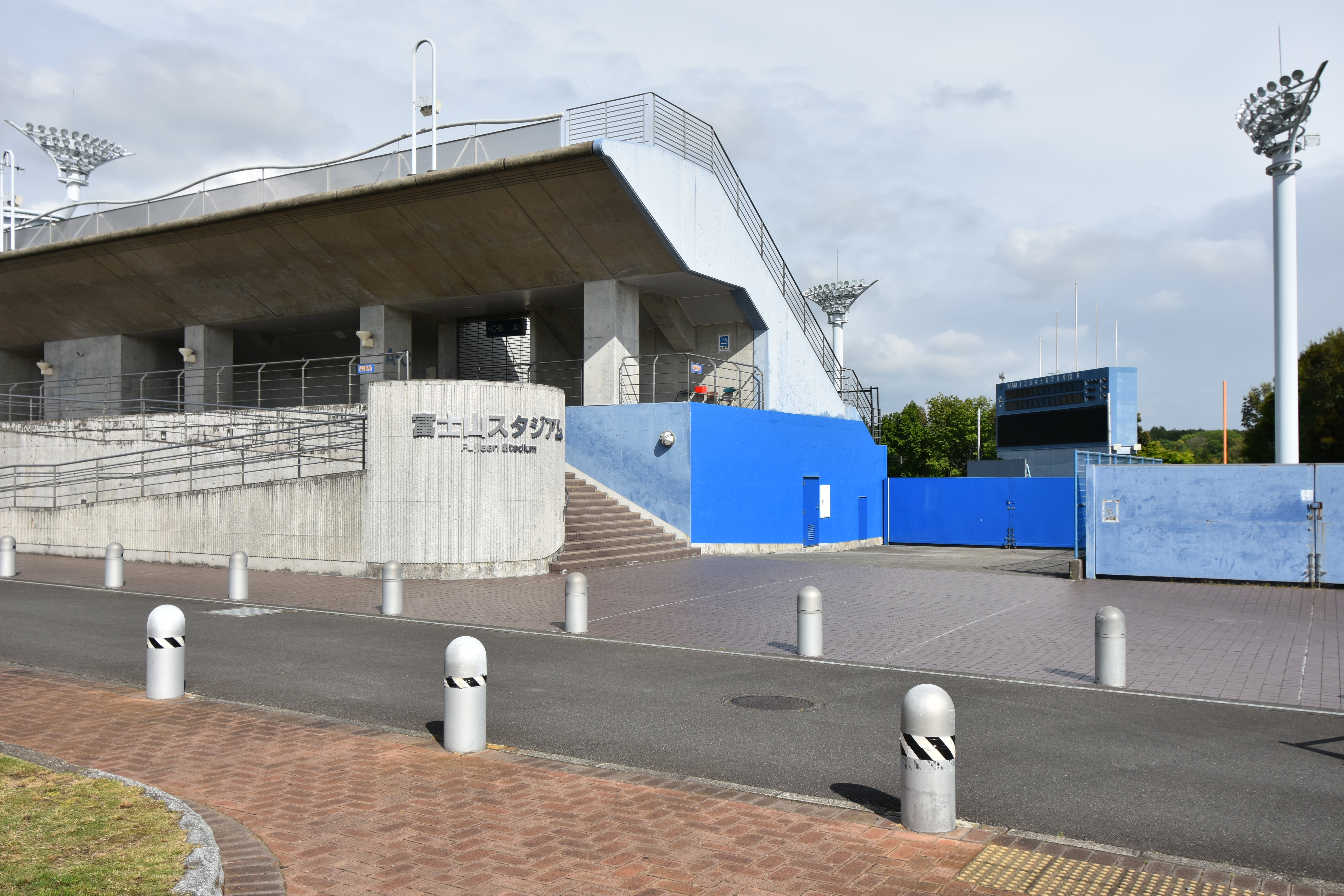
静岡県ソフトボール場（富士山スタジアム）

ソフトボール専用球場。通称は「富士山スタジアム」。
- 所在地 - 静岡県富士宮市山宮2031番地
- 敷地面積 - 12,500m2（グラウンド面積5,097m2）
- 観覧席 - 5,000人（椅子席3,000人、芝生席2,000人）
- 開場時間 - 9:00-21:00

### 富士宮市山宮ふじざくら球技場

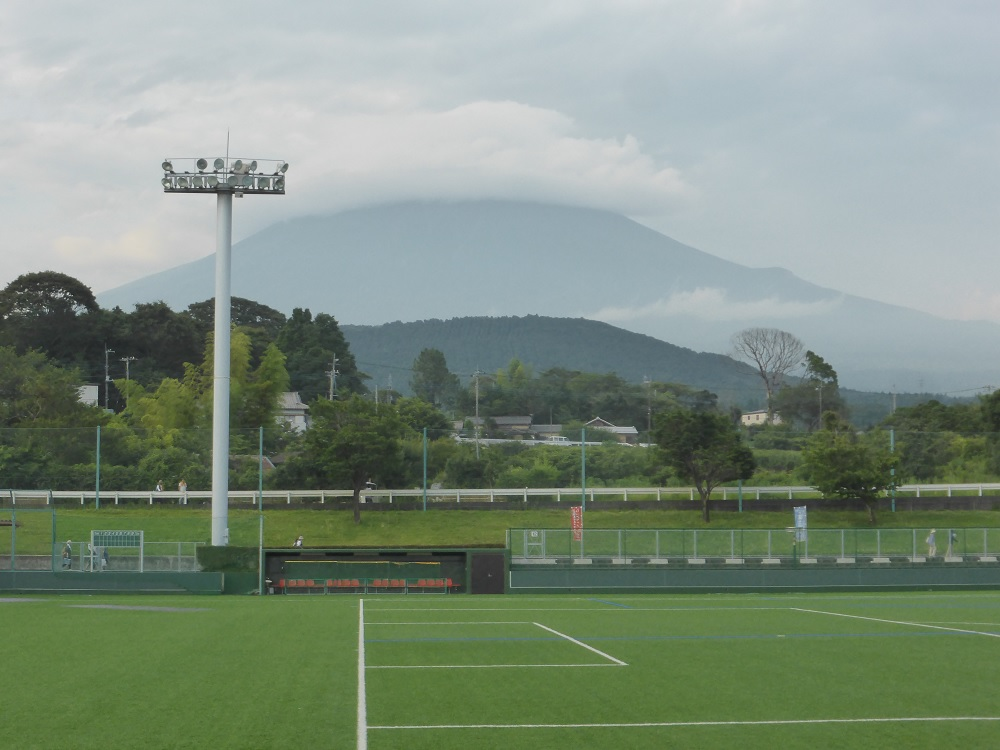
富士宮市山宮ふじざくら球技場

ソフトボール（2面）、サッカー（1面）などに使用できる多目的球技場。
- 所在地 - 静岡県富士宮市山宮2024番地
- 敷地面積 - 18,700m2（グラウンド面積12,874m2）
- 観覧席 - 1,800-2,000人
- 開場時間 - 5:00-21:00

## アクセス
- 鉄道 - JR富士宮駅より車で約15分
- 車 - 東名高速道路富士ICより西富士道路を北上